# Гористое (Крым)
Гори́стое (до 1945 года Ай-Тодо́р; укр. Гористе, крымскотат. Ay Todor, Ай Тодор) — исчезнувшее село в Балаклавском районе Севастополя, располагавшееся на севере района, примерно в 3 км к востоку от села Терновка, в верховьях речки Айтодорки, правого притока реки Чёрной, на левом берегу. На момент упразднения входило в состав Терновского сельсовета Бахчисарайского района. Исключено из учётных данных в 1972 году.

## История
Ай-Тодор, как и окрестные сёла, видимо относится к древнейшим поселениям юго-западного Крыма, основанных (по результатам археологических раскопок) примерно в середине IV века, или, по мнению некоторых историков, гораздо раньше (IV—III век до н. э), потомками готов и аланов, смешавшихся с местным населением. Примерно с XII века Ай-Тодор, как и все окрестные поселения, входили сначала в зону влияния, а затем и в состав христианского княжества Дори — Феодоро, в личную вотчину владетелей Мангупа Гаврасов. После падения в 1475 году Мангупа деревня вошла в состав Мангупского кадылыка санджака Кефе (до 1558 года, в 1558—1774 годах — эялета) Османской империи. Селение упоминается в материалах переписей Кефинского санджака 1520 года, где, вместе в Албаты и Ая-Тодор числилось 15 полных семей и 1 — потерявших мужчину-кормильца исключительно христиан. По переписи 1542 года в тех же двух селениях числилось уже 6 мусульманских семей и 8 полных семей, плюс 5 неженатых взрослых мужчин немусульман. По Османским налоговым ведомостям за 1542 год виноградарство давало 7 % налоговых поступлений селения. В труде Петра Палласа «Наблюдения, сделанные во время путешествия по южным наместничествам Русского государства» приводится дата, высеченная на фонтане («чешме») в деревне — 953 год хиджры, или 1546 год. По налоговым ведомостям 1634 года в селении числилось 4 двора немусульман, также учтено 2 недавно выбывших в Кучук-Мускомья двора. Документальное упоминание селения встречается в «Османском реестре земельных владений Южного Крыма 1680-х годов», согласно которому в 1686 году (1097 год хиджры) Айо-Тодор входил в Мангупский кадылык эялета Кефе. Всего упомянуто 37 землевладельцев, из них один иноверец, владевших 632-мя дёнюмами земли.
После обретения ханством независимости по Кючук-Кайнарджийскому мирномуый договору 1774 года «повелительным актом» Шагин-Гирея 1775 года селение было включено в Крымское ханство в состав Бакчи-сарайского каймаканства Мангупскаго кадылыка, что зафиксировано и в Камеральном Описания Крыма 1784 года.

После присоединения Крыма к России (8) 19 апреля 1783 года, (8) 19 февраля 1784 года, именным указом Екатерины II сенату, на территории бывшего Крымского Ханства была образована Таврическая область и деревня была приписана к Симферопольскому уезду. После Павловских реформ, с 1796 по 1802 год, входила в Акмечетский уезд Новороссийской губернии. По новому административному делению, после создания 8 (20) октября 1802 года Таврической губернии, Айтодор отнесён к Чоргунской волости Симферопольского уезда.

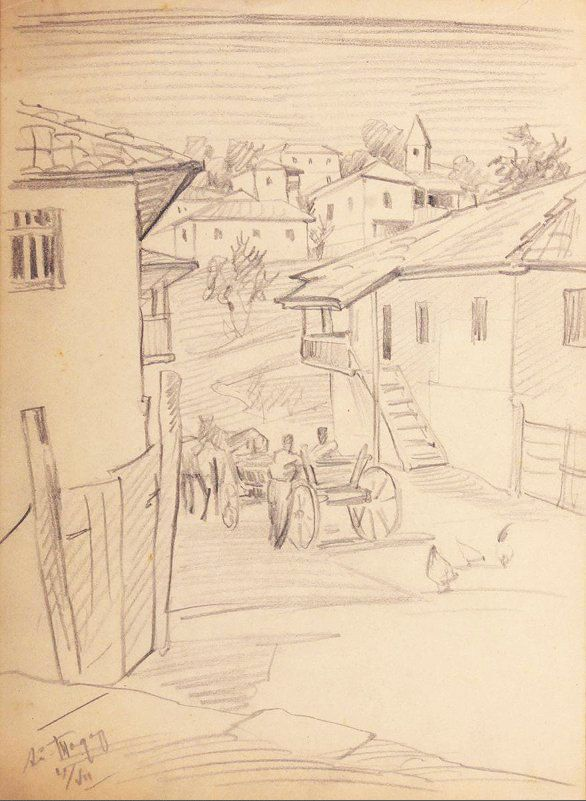
Штейнберг, Эдуард Антонович. Деревня Ай-Тодор. 1925 год.

По Ведомости о всех селениях в Симферопольском уезде состоящих с показанием в которой волости сколько числом дворов и душ… от 9 октября 1805 года, в Айтодоре в 31 дворе проживало 206 крымских татар и земля принадлежала действительной статской советнице Палласовой. На военно-топографической карте генерал-майора Мухина 1817 года в деревне Айтодор записано 40 дворов. После реформы волостного деления 1829 года Айтодор, согласно «Ведомости о казённых волостях Таврической губернии 1829 года», отнесли к Байдарской волости. Шарль Монтандон в своём «Путеводителе путешественника по Крыму, украшенный картами, планами, видами и виньетами…» 1833 года описал такое впечатление от деревни
…ее посещение доставит удовольствие благодаря абсолютно живописному расположению. Обильный ручей бежит около дороги и фруктовых садов….
 На карте 1836 года в деревне 74 двора, как и на карте 1842 года.

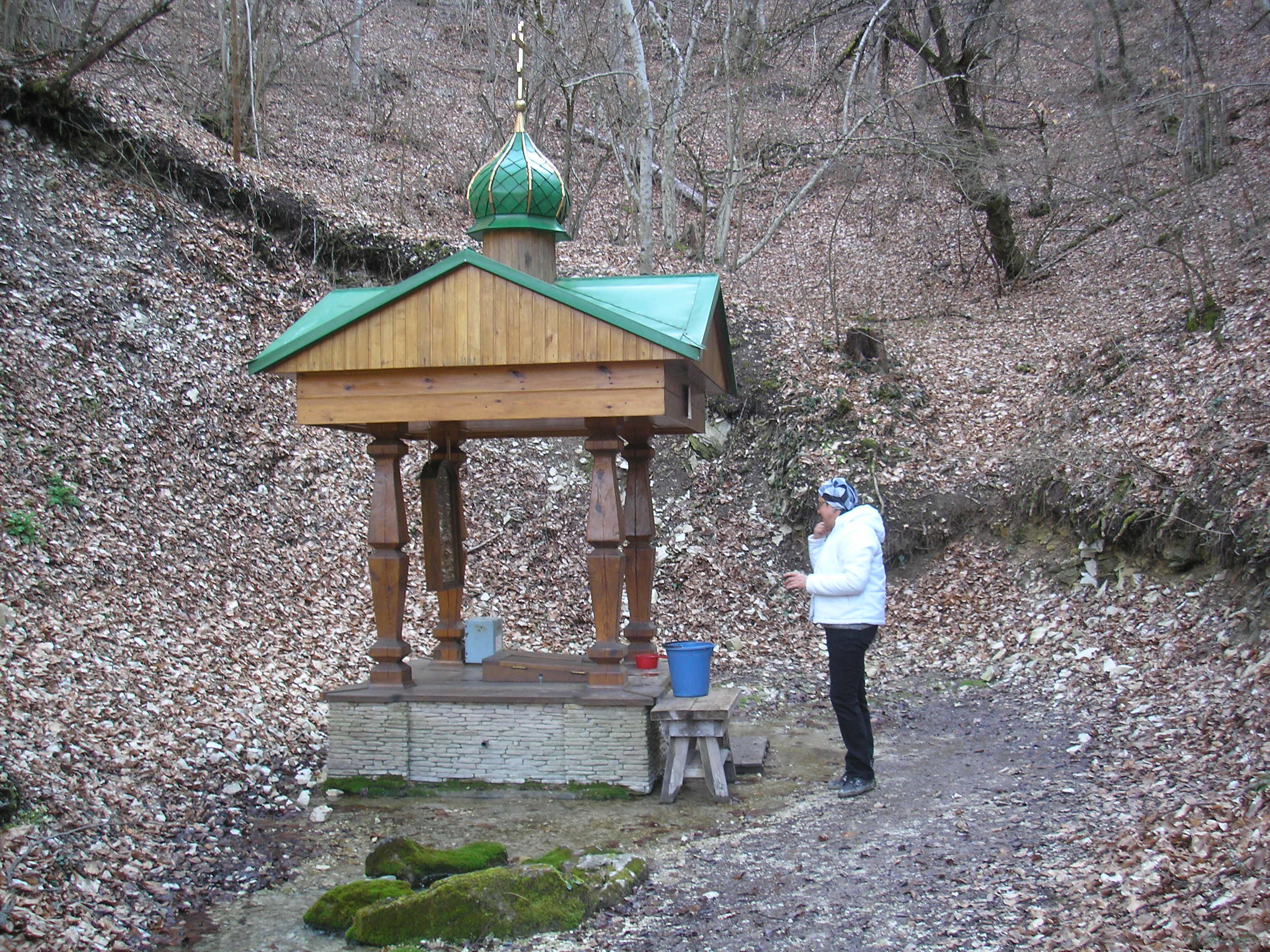
Источник Ай-Тодор, давший название селу (или наоборот)

В 1860-х годах, после земской реформы Александра II, деревню приписали к Каралезской волости. В «Списке населённых мест Таврической губернии по сведениям 1864 года», составленном по результатам VIII ревизии Айтодор — общинная татарская с 58 дворами, 341 жителем и мечетью при источнике Ай-Тодор. По обследованиям профессора А. Н. Козловского начала 1860-х годов, селение обеспечивалось водой из речки и многочисленных родников. На трёхверстовой карте Шуберта 1865—1876 года в деревне записано 30 дворов. На 1886 год в деревне Айтодор, согласно справочнику «Волости и важнѣйшія селенія Европейской Россіи», проживало 402 человека в 68 домохозяйствах, действовала мечеть. В Памятной книге Таврической губернии 1889 года, составленной по результатам X ревизии 1887 года, в Айтодоре зафиксировано 83 двора и 480 жителей, а на подробной карте 1890 года записано 65 дворов с исключительно крымскотатарским населением.
После земской реформы 1890-х годов деревня осталась в составе преобразованной Каралезской волости. Согласно «…Памятной книжке Таврической губернии на 1892 год», в деревне Айтодор, входившей в Тебертинское сельское общество, числилось 552 жителя в 68 домохозяйствах. 370 десятин земли были в общей собственности. Согласно переписи 1897 года, в Ай-Тодоре числилось 487 жителей, из них 481 крымский татарин. По «…Памятной книжке Таврической губернии на 1902 год» в деревне Айтодор, входившей в Шульское сельское общество, числилось 63 жителя в 1 домохозяйстве, все безземельные — вероятно, опечатка и жителей, согласно предыдущим данным, могло быть 630. В 1912 году в деревне велось строительство нового здания мектеба. По Статистическому справочнику Таврической губернии. Ч.II-я. Статистический очерк, выпуск шестой Симферопольский уезд, 1915 год, в деревне Айтодор Каралезской волости Симферопольского уезда числилось 65 дворов с татарским населением в количестве 709 человек приписных жителей и 27 — «посторонних». В общем владении было 317 десятин земли, все дворы с землёй. В хозяйствах имелось 56 лошадей, 26 волов, 59 коров, 42 телят и жеребят и 45 голов мелкого скота.
После установления в 1920 году Советской власти в Крыму была упразднена волостная система и, 15 декабря 1920 года, был выделен Севастопольский уезд. 23 января 1921 года (по другим данным 21 января), был создан Балаклавский район и Ай-Тодор вошёл в новый район. После образования 18 октября 1921 года Крымской АССР уезды были преобразованы в округа (по другим данным в 1922 году) и в составе Севастопольского округа выделили Чоргунский район, в который вошёл Ай-Тодор (с населением 981 чел.). 16 октября 1923 года решением Севастопольского окружкома Чоргунский район был ликвидирован, создан Севастопольский район и село включили в его состав. Согласно Списку населённых пунктов Крымской АССР по Всесоюзной переписи 17 декабря 1926 года, в селе Ай-Тодор, центре Ай-Тодорского сельсовета Севастопольского района, имелось 132 двора, из них 130 крестьянских, население составляло 528 человек (273 мужчины и 255 женщин). В национальном отношении учтено: 526 татар и 2 русских, действовала татарская школа. 15 сентября 1930 года, постановлением Крымского ЦИК, было проведено новое районирование и вновь создан Балаклавский район, теперь как татарский национальный, куда включили Ай-Тодор. По данным всесоюзная перепись населения 1939 года в селе проживало 375 человек.
В 1944 году, после освобождения Крыма от фашистов, согласно Постановлению ГКО № 5859 от 11 мая 1944 года, 18 мая крымские татары были депортированы в Среднюю Азию. На май того года в селе учтён 491 житель (184 семьи), из них 485 крымских татар и 6 русских, было принято на учёт 77 домов спецпереселенцев. Имеются данные, что летом 1944 года в Ай-Тодоре числился 51 житель. 12 августа 1944 года было принято постановление № ГОКО-6372с «О переселении колхозников в районы Крыма», по которому в район из Воронежской области РСФСР планировалось переселить 6000 колхозников и в сентябре 1944 года в район уже прибыли 8470 человек (с 1950 года в район стали приезжать колхозники из Сумской области УССР). Указом Президиума Верховного Совета РСФСР от 21 августа 1945 года Ай-Тодор переименован в Гористое, а Ай-Тодорский сельсовет — в Гористовский. Указом Президиума Верховного Совета РСФСР от 24 декабря 1952 года № 744/222 Гористовский сельсовет объединен с Терновским под названием Терновского. По состоянию на 1 января 1953 года в селе Гористое Терновского сельсовета было 33 хозяйства колхозников (136 человек) и 1 хозяйство рабочих и служащих (1 человек). В 1954 году в селе числилось 47 хозяйств и 186 жителей. Постановлением Совета министров УССР от 20 апреля 1957 года Гористое было передано в состав Куйбышевского района Крымской области.
30 декабря 1962 года, согласно Указу Президиума Верховного Совета УССР «Об укрупнении сельских районов Крымской области» Куйбышевский район был упразднён и Гористое было присоединено к Бахчисарайскому району. Расселено в 1969 году, при строительстве водохранилища (согласно справочникам — между 1968-м годом, когда Гористое ещё записано в составе Терновского сельсовета) и 1977 годом.

### Динамика численности населения
| - 1805 год — 206 чел. - 1864 год — 341 чел. - 1886 год — 402 чел. - 1889 год — 480 чел. - 1892 год — 552 чел. - 1897 год — 487 чел. | - 1902 год — 630 чел. - 1915 год — 709/27 чел. - 1926 год — 528 чел. - 1939 год — 375 чел. - 1944 год — 491 чел. |